# Canada op de Olympische Winterspelen 2010

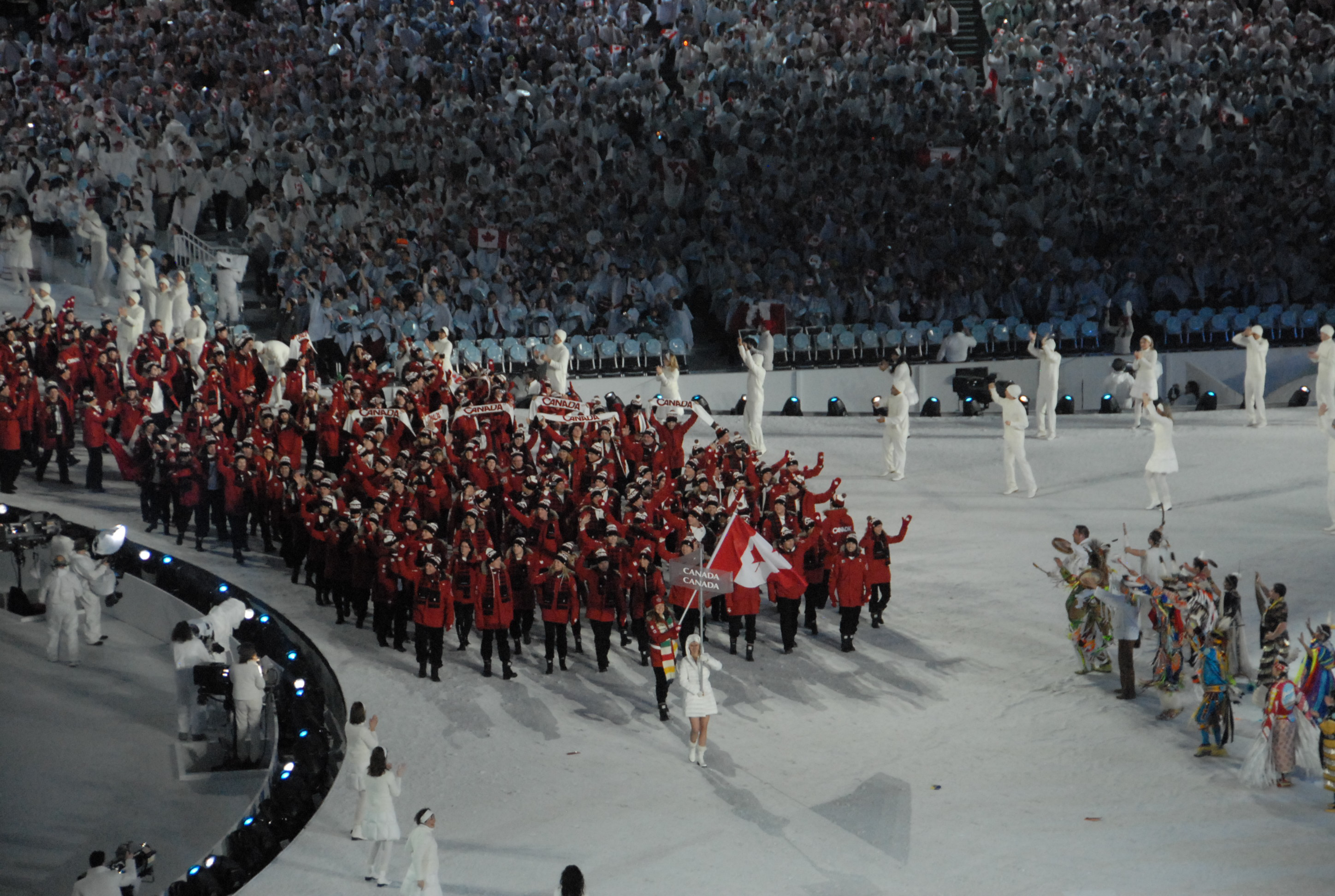
Het team van Canada bij de opening

Tijdens de Olympische Winterspelen van 2010, die in Vancouver (Canada) werden gehouden, nam Canada voor de eenentwintigste keer deel aan de Winterspelen.

## Medailleoverzicht
| Sport          | Olympiër                                                                                 | Discipline               | Medaille |
| -------------- | ---------------------------------------------------------------------------------------- | ------------------------ | -------- |
| Bobsleeën      | Kaillie Humphries Heather Moyse                                                          | tweemansbob (v)          | Goud     |
| Curling        | Adam Enright Ben Hebert Marc Kennedy Kevin Martin John Morris                            | mannen                   | Goud     |
| Freestyleskiën | Alexandre Bilodeau                                                                       | moguls (m)               | Goud     |
| Freestyleskiën | Ashleigh McIvor                                                                          | skicross (v)             | Goud     |
| Kunstschaatsen | Tessa Virtue Scott Moir                                                                  | ijsdansen                | Goud     |
| Schaatsen      | Mathieu Giroux Lucas Makowsky Denny Morrison                                             | ploegachtervolging (m)   | Goud     |
| Schaatsen      | Christine Nesbitt                                                                        | 1000 m (v)               | Goud     |
| Skeleton       | Jon Montgomery                                                                           | mannen                   | Goud     |
| Shorttrack     | Charles Hamelin                                                                          | 500 m (m)                | Goud     |
| Shorttrack     | Guillaume Bastille Charles Hamelin François Hamelin Olivier Jean François-Louis Tremblay | 5000 m aflossing (m)     | Goud     |
| Snowboarden    | Jasey-Jay Anderson                                                                       | parallelreuzenslalom (m) | Goud     |
| Snowboarden    | Maëlle Ricker                                                                            | cross (v)                | Goud     |
| IJshockey      | Olympisch team                                                                           | mannen                   | Goud     |
| IJshockey      | Olympisch team                                                                           | vrouwen                  | Goud     |
| Bobsleeën      | Helen Upperton Shelley-Ann Brown                                                         | tweemansbob (v)          | Zilver   |
| Curling        | Cheryl Bernard Susan O'Connor Carolyn Darbyshire Cori Bartel Kristie Moore               | vrouwen                  | Zilver   |
| Freestyleskiën | Jennifer Heil                                                                            | moguls (v)               | Zilver   |
| Schaatsen      | Kristina Groves                                                                          | 1500 m (v)               | Zilver   |
| Shorttrack     | Marianne St-Gelais                                                                       | 500 m (v)                | Zilver   |
| Shorttrack     | Jessica Gregg Kalyna Roberge Marianne St-Gelais Tania Vicent                             | 3000m aflossing (v)      | Zilver   |
| Snowboarden    | Mike Robertson                                                                           | cross (m)                | Zilver   |
| Bobsleeën      | Lyndon Rush Chris le Bihan David Bissett Lascelles Brown                                 | viermansbob (m)          | Brons    |
| Kunstschaatsen | Joannie Rochette                                                                         | vrouwen                  | Brons    |
| Schaatsen      | Kristina Groves                                                                          | 3000 m (v)               | Brons    |
| Schaatsen      | Clara Hughes                                                                             | 5000 m (v)               | Brons    |
| Shorttrack     | François-Louis Tremblay                                                                  | 500 m (m)                | Brons    |

## Deelnemers en resultaten
(m) = mannen, (v) = vrouwen 

### Alpineskiën
| Olympiër               | Discipline          | Resultaat | Prestatie                          |
| ---------------------- | ------------------- | --------- | ---------------------------------- |
| Robbie Dixon           | Afdaling (m)        | DNF       | DNF                                |
| Robbie Dixon           | Super G (m)         | DNF       | DNF                                |
| Robbie Dixon           | Reuzenslalom (m)    | 24e       | 2.40,98 (+3,15) — 1.19,20+1.21,78  |
| Erik Guay              | Afdaling (m)        | 5e        | 1.54,64 (+0,33)                    |
| Erik Guay              | Super G (m)         | 5e        | 1.30,68 (+0,34)                    |
| Erik Guay              | Reuzenslalom (m)    | 16e       | 2.39,63 (+1,80) — 1.19,38+1.20,55  |
| Jan Hudec              | Afdaling (m)        | 25e       | 1.56,19 (+1,88)                    |
| Jan Hudec              | Super G (m)         | 23e       | 1.32,09 (+1,75)                    |
| Manuel Osborne-Paradis | Afdaling (m)        | 17e       | 1.55,44 (+1,13)                    |
| Manuel Osborne-Paradis | Super G (m)         | DNF       | DNF                                |
| Michael Janyk          | Supercombinatie (m) | 30e       | 2.51,58 (+6,66) — 1.59,75+55,00    |
| Michael Janyk          | Slalom (m)          | 13e       | 1.41,09 (+1,77) — 49,18+51,91      |
| Louis-Pierre Helie     | Supercombinatie (m) | 30e       | 2.51,58 (+6,66) — 1.56,58+55,00    |
| Tyler Nella            | Supercombinatie (m) | 32e       | 2.52,65 (+7,73) — 1.56,60+56,05    |
| Ryan Semple            | Supercombinatie (m) | 15e       | 2.48,26 (+3,34) — 1.56,13+52,13    |
| Brad Spence            | Reuzenslalom (m)    | 42e       | 2.46,24 (+8,41) — 1.20,61+1.25,63  |
| Brad Spence            | Slalom (m)          | DNF       | DNF                                |
| Patrick Biggs          | Reuzenslalom (m)    | 35e       | 2.44,83 (+7,00) — 1.21,71 +1.23,12 |
| Jeffrey Frisch         | Reuzenslalom (m)    | DNS       | DNS                                |
| Julien Cousineau       | Slalom (m)          | 8e        | 1.40,66 (+1,34) — 49,59+51,07      |
| Trevor White           | Slalom (m)          | 31e       | 1.47,17 (+7,85) — 49,53+57,64      |
| Shona Rubens           | Supercombinatie (v) | 12e       | 2.12,58 (+3,44)— 1.26,90+45,68     |
| Shona Rubens           | Afdaling (v)        | 21e       | 1.48,53 (+4,34)                    |
| Shona Rubens           | Super G (v)         | DNF       | DNF                                |
| Shona Rubens           | Reuzenslalom (v)    | 28e       | 2.30,25 (+3,14)— 1.17,38+1.12,87   |
| Emily Brydon           | Supercombinatie (v) | 14e       | 2.12,76 (+3,62)— 1.26,49+46,27     |
| Emily Brydon           | Afdaling (v)        | 16e       | 1.47,88 (+3,69)                    |
| Emily Brydon           | Super G (v)         | DNF       | DNF                                |
| Britt Janyk            | Reuzenslalom (v)    | 25e       | 2.29,79 (+2,68)— 1.18,13+1.11,66   |
| Britt Janyk            | Afdaling (v)        | 6e        | 1.46,21 (+2,02)                    |
| Britt Janyk            | Super G (v)         | 17e       | 1.22,89 (+2,75)                    |
| Georgia Simmerling     | Supercombinatie (v) | DNS       | DNS                                |
| Georgia Simmerling     | Afdaling (v)        | DNS       | DNS                                |
| Georgia Simmerling     | Super G (v)         | 27e       | 1.25,21 (+5,07)                    |
| Erin Mielzynski        | Slalom (v)          | 20e       | 1.46,09 (+3,20)— 52,60+53,49       |
| Brigitte Acton         | Slalom (v)          | 17e       | 1.45,93 (+3,04)— 52,11+53,82       |
| Marie-Michele Gagnon   | Reuzenslalom (v)    | 21e       | 2.28,89 (+1,78)— 1.17,41+1.11,48   |
| Marie-Michele Gagnon   | Slalom (v)          | 31e       | 1.49,51 (+6,62)— 55,64+53,87       |
| Marie-Pier Prefontaine | Reuzenslalom (v)    | 29e       | 2.30,51 (+3,40)— 1.18,01+1.12,50   |
| Anna Goodman           | Slalom (v)          | 19e       | 1.46,04 (+3,15) — 53,01+53,03      |

DNF = Niet aangekomen

DNS = Niet gestart

### Biatlon
| Olympiër                                                            | Discipline                | Resultaat | Prestatie |
| ------------------------------------------------------------------- | ------------------------- | --------- | --- |
| Jean Philippe Leguellec                                             | 10 km sprint (m)          | 6e        | 24.57,6 (+0.49,8) pen.: 1 (0 + 1)                                                                            |
| Jean Philippe Leguellec                                             | 12,5 km achtervolging (m) | 11e       | 34.51,9 (+1.13,5) pen.: 2 (0 + 1 + 0 + 1)                                                                    |
| Jean Philippe Leguellec                                             | 20 km individueel (m)     | 13e       | 50.47,1 (+2.24,6) pen.: 2 (0 + 1 + 1 + 0)                                                                    |
| Jean Philippe Leguellec                                             | 15 km massastart (m)      | 30e       | 39.18,5 (+3.42,8) pen.: 7 (0 + 4 + 0 + 3)                                                                    |
| Robin Clegg Marc-André Bédard Brendan Green Jean-Philippe Leguellec | 4×7,5 km estafette (m)    | 10e       | 1:24.50,7 (+3.12,6) pen.: 0 (0+3 0+4) 20.16,4 (0+0 0+1) 21.11,6 (0+1 0+1) 22.12,0 (0+2 0+1) 21.10,7 0+0 0+1) |
|                                                                     |                           |           | |
| Rosanna Crawford                                                    | 7,5 km sprint (v)         | 72e       | 23.04,6 (+3.09,0) pen.: 0 (0 + 0)                                                                            |
| Rosanna Crawford                                                    | 15 km individueel (v)     | 76e       | 49.22,1 (+8.29,3) pen.: 4 (1 + 2 + 0 + 1)                                                                    |
| Megan Imrie                                                         | 7,5 km sprint (v)         | 76e       | 23.17,0 (+3.21,4) pen.: 3 (1 + 2)                                                                            |
| Megan Imrie                                                         | 15 km individueel (v)     | 62e       | 47.05,8 (+6.13,0) pen.: 4 (2 + 1 + 0 + 1)                                                                    |
| Zina Kocher                                                         | 7,5 km sprint (v)         | 65e       | 22.35,8 (+2.40,2) pen.: 3 (1 + 2)                                                                            |
| Zina Kocher                                                         | 15 km individueel (v)     | 72e       | 48.19,3 (+7.26,5) pen.: 6 (1 + 0 + 0 + 5)                                                                    |
| Megan Tandy                                                         | 7,5 km sprint (v)         | 46e       | 22.07,7 (+2.12,1) pen.: 0 (0 + 0)                                                                            |
| Megan Tandy                                                         | 10 km achtervolging (v)   | 36e       | 34.02,2 (+3.46,2) pen.: 1 (1 + 0 + 0 + 0)                                                                    |
| Megan Tandy                                                         | 15 km individueel (v)     | 50e       | 46.04,3 (+5.11,5) pen.: 3 (1 + 1 + 0 + 1)                                                                    |
| Megan Imrie Zina Kocher Rosanna Crawford Megan Tandy                | 4×6 km estafette (v)      | 15e       | 1:14.25,5 (+4.49,2) pen.:1 (1+7 0+5) 18.18,9 (0+1 0+3) 18.04,9 (0+2 0+1) 19.50,9 (1+3 0+0) 18.10,8 (0+1 0+1) |

### Bobsleeën
| Olympiër                                                  | Discipline      | Resultaat | Prestatie                               |
| --------------------------------------------------------- | --------------- | --------- | --------------------------------------- |
| Pierre Lueders Jesse Lumsden                              | tweemansbob (m) | 5e        | 3.27,87 (51,94 / 52,12 / 51,87 / 51,94) |
| Lyndon Rush Lascelles Brown                               | tweemansbob (m) | 15e       | 3.30,46 (51,67 / 54,70 / 51,93 / 52,16) |
| Lyndon Rush David Bissett Lascelles Brown Chris le Bihan  | viermansbob (m) | Brons     | 3.24,85 (51,12 /51,03 / 51,24 / 51,46)  |
| Pierre Lueders Justin Kripps Neville Wright Jesse Lumsden | viermansbob (m) | 5e        | 3.25,60 (51,27 /51,29 / 51,50 / 51,54)  |
|                                                           |                 |           |                                         |
| Kaillie Humphries Heather Moyse                           | tweemansbob (v) | Goud      | 3.32,28 (53,19 / 53,01 / 52,85 / 53,23) |
| Helen Upperton Shelley-Ann Brown                          | tweemansbob (v) | Zilver    | 3.33,13 (53,28 / 53,05 / 53,29 / 53,78) |

### Curling
| Olympiër                                                                   | Discipline | Resultaat | Prestatie |
| -------------------------------------------------------------------------- | ---------- | --------- | --- |
| Adam Enright Benjamin Hebert Marc Kennedy Kevin Martin John Morris         | mannen     | Goud      | Groepsfase: 7- 6 Noorwegen 9- 4 Duitsland 7- 3 Zweden 12- 5 Frankrijk 10- 3 Denemarken 7- 6 Groot-Brittannië 6- 4 Zwitserland 7- 2 Verenigde Staten 10- 3 China Halve finale: 6- 3 Zweden Finale: 6- 3 Noorwegen |
|                                                                            |            |           | |
| Cheryl Bernard Susan O'Connor Carolyn Darbyshire Cori Bartel Kristie Moore | vrouwen    | Zilver    | Groepsfase: 5-4 Zwitserland 7-6 Japan 6-5 Duitsland 5-4 Denemarken 9-2 Verenigde Staten 5-6 China 6-2 Zweden 6-5 Groot-Brittannië 7-3 Rusland Halve finale: 6-5 Zwitserland Finale: 6-7 Zweden                   |

### Freestyleskiën
| Olympiër                  | Discipline    | Resultaat | Prestatie                                                                                         |
| ------------------------- | ------------- | --------- | ------------------------------------------------------------------------------------------------- |
| Kyle Nissen               | aerials (m)   | 5e        | 239,31 ptn (126,92 + 112,39) kwalificatie: 9e - 233,71 ptn (123,75 + 109,96)                      |
| Steve Omischl             | aerials (m)   | 8e        | 233,66 ptn (112,39 + 121,27) kwalificatie: 8e - 233,88 ptn (116,15 + 117,73)                      |
| Warren Shouldice          | aerials (m)   | 10e       | 223,30 ptn (94,03 + 129,27) kwalificatie: 6e - 235,93 ptn (122,79 + 113,14)                       |
| Alexandre Bilodeau        | moguls (m)    | Goud      | 26.75 ptn kwalificatie: 5e - 24.53 ptn                                                            |
| Maxime Gingras            | moguls (m)    | 11e       | 24.13 ptn kwalificatie: 9e - 24.26 ptn                                                            |
| Vincent Marquis           | moguls (m)    | 4e        | 25.88 ptn kwalificatie: 6e - 24.37 ptn                                                            |
| Pierre-Alexandre Rousseau | moguls (m)    | 5e        | 25.83 ptn kwalificatie: 17e - 23.19 ptn                                                           |
| Davey Barr                | ski cross (m) | 6e        | kwalificatie: 25e (1.14,98) achtste finale: 2e kwartfinale: 2e halve finale: 3e kleine finale: 2e |
| Christopher Del Bosco     | ski cross (m) | 4e        | kwalificatie: 2e (1.12,89) achtste finale: 1e kwartfinale: 1e halve finale: 2e finale: 4e         |
| Stanley Hayer             | ski cross (m) | 10e       | kwalificatie: 10e (1.13,74) achtste finale: 2e kwartfinale: 4e - uitgeschakeld                    |
| Veronika Bauer            | aerials (v)   | 15e       | kwalificatie: 15e - uitgeschakeld: 160,46 ptn (94,47 + 65,99)                                     |
| Chloé Dufour-Lapointe     | moguls (v)    | 5e        | 23.87 ptn kwalificatie: 19e - 21.01 ptn                                                           |
| Jennifer Heil             | moguls (v)    | Zilver    | 25.69 ptn kwalificatie: 8e - 23.77 ptn                                                            |
| Kristi Richards           | moguls (v)    | 20e       | 4.36 ptn kwalificatie: 23e - uitgeschakeld: 19.87 ptn                                             |
| Ashleigh McIvor           | ski cross (v) | Goud      | kwalificatie: 2e (1.17,17) achtste finale: 1e kwartfinale: 1e halve finale: 2e finale: 1e         |
| Julia Murray              | ski cross (v) | 12e       | kwalificatie: 14e (1.19,54) achtste finale: 2e kwartfinale: 4e - uitgeschakeld                    |
| Danielle Poleschuk        | ski cross (v) | 19e       | kwalificatie: 10e (1.19,02) achtste finale: 3e - uitgeschakeld                                    |
| Kelsey Serwa              | ski cross (v) | 5e        | kwalificatie: 4e (1.17,94) achtste finale: 1e kwartfinale: 1e halve finale: 3e kleine finale: 1e  |

### IJshockey
| Olympiër | Discipline | Resultaat | Prestatie |
| --- | ---------- | --------- | --- |
| Roberto Luongo (Vancouver Canucks) Martin Brodeur (New Jersey Devils) Marc-André Fleury (Pittsburgh Penguins) Dan Boyle (San Jose Sharks) Drew Doughty (Los Angeles Kings) Duncan Keith (Chicago Blackhawks) Scott Niedermayer (Anaheim Ducks) Chris Pronger (Philadelphia Flyers) Brent Seabrook (Chicago Blackhawks) Shea Weber (Nashville Predators) Patrice Bergeron (Boston Bruins) Sidney Crosby (Pittsburgh Penguins) Ryan Getzlaf (Anaheim Ducks) Dany Heatley (San Jose Sharks) Jarome Iginla (Calgary Flames) Patrick Marleau (San Jose Sharks) Brenden Morrow (Dallas Stars) Rick Nash (Columbus Blue Jackets) Corey Perry (Anaheim Ducks) Mike Richards (Philadelphia Flyers) Eric Staal (Carolina Hurricanes) Joe Thornton (San Jose Sharks) Jonathan Toews (Chicago Blackhawks)                       | mannen     | Goud      | Groep A: 8- 0 Noorwegen 3- 2 (np) Zwitserland 3- 5 Verenigde Staten Kwalificatieronde: 8- 2 Duitsland Kwartfinale: 7- 3 Rusland Halve finale: 3- 2 Slowakije Finale: 3- 2 (nv) Verenigde Staten |
| |            |           | |
| Charline Labonté (McGill University) Kim St-Pierre (Montreal Stars) Shannon Szabados (Grant MacEwan University) Tessa Bonhomme (Calgary Oval X-Treme) Carla MacLeod (Calgary Oval X-Treme) Becky Kellar (Burlington Barracudas) Colleen Sostorics (Calgary Oval X-Treme) Meaghan Mikkelson (Edmonton Chimos) Catherine Ward (McGill University) Meghan Agosta (Mercyhurst College) Gillian Apps (Brampton Thunder) Jennifer Botterill (Mississauga Chiefs) Jayna Hefford (Brampton Thunder) Haley Irwin (University of Minnesota Duluth) Rebecca Johnston (Cornell University) Gina Kingsbury (Calgary Oval X-Treme) Caroline Ouellette (Montreal Stars) Cherie Piper (Calgary Oval X-Treme) Marie-Philippe Poulin (Dawson College) Sarah Vaillancourt (Harvard University) Hayley Wickenheiser (Eskilstuna Linden) | vrouwen    | Goud      | Groep A: 18- 0 Slowakije 10- 1 Zwitserland 13- 1 Zweden Halve finale: 5- 0 Finland Finale: 2- 0 Verenigde Staten                                                                                |

### Kunstrijden
| Olympiër                   | Discipline | Resultaat | Prestatie                                                                |
| -------------------------- | ---------- | --------- | ------------------------------------------------------------------------ |
| Patrick Chan               | mannen     | 5e        | 241.42. korte kür: 81.12, vrije kür: 160.09                              |
| Vaughn Chipeur             | mannen     | 23e       | 170.92 korte kür: 57.22, vrije kür: 113.70                               |
| Joannie Rochette           | vrouwen    | Brons     | 202.64 korte kür: 71.36, vrije kür: 131.28                               |
| Cynthia Phaneuf            | vrouwen    | 12e       | 156.62 korte kür: 57.16, vrije kür: 99.46                                |
| Jessica Dube Bryce Davison | paren      | 6e        | 187.11 korte kür: 65.36, vrije kür: 121.75                               |
| Anabelle Langlois Cody Hay | paren      | 9e        | 179.97 korte kür: 64.20, vrije kür: 115.77                               |
| Tessa Virtue Scott Moir    | ijsdansen  | Goud      | 221.57 verplichte dans: 42.74, originele dans: 68.41, vrije dans: 110.42 |
| Vanessa Crone Paul Poirier | ijsdansen  | 14e       | 164.60 verplichte dans: 31.14, originele dans: 48.17, vrije dans: 85.29  |

### Langlaufen
| Olympiër                                                                       | Discipline              | Resultaat | Prestatie                                                        |
| ------------------------------------------------------------------------------ | ----------------------- | --------- | ---------------------------------------------------------------- |
| Ivan Babikov                                                                   | 15 km vrije stijl (m)   | 8e        | 34.30,0 (+53,7)                                                  |
| Ivan Babikov                                                                   | 30 km achtervolging (m) | 5e        | 1:15.20,5 (+9,1)                                                 |
| Ivan Babikov                                                                   | 50 km klassiek (m)      | 33e       | 2:10.50,2 (+5.14,7)                                              |
| Drew Goldsack                                                                  | sprint (m)              | kw.       | kwalificatie: 3.44,28 (+9,71) 40e;                               |
| George Grey                                                                    | 15 km vrije stijl (m)   | 29e       | 35.13,0 (+1.36,7)                                                |
| George Grey                                                                    | 30 km achtervolging (m) | 8e        | 1:15.32,0 (+20,6)                                                |
| George Grey                                                                    | 50 km klassiek (m)      | 18e       | 2:06.18,1 (+42,6)                                                |
| Alex Harvey                                                                    | 15 km vrije stijl (m)   | 21e       | 34,55,6 (+1.19,3)                                                |
| Alex Harvey                                                                    | 30 km achtervolging (m) | 9e        | 1:15.43,0 (+31,6)                                                |
| Alex Harvey                                                                    | 50 km klassiek (m)      | 32e       | 2:10.49,9 (+5.14,4)                                              |
| Gordon Jewett                                                                  | 15 km vrije stijl (m)   | 52e       | 36.17,9 (+2.41,4)                                                |
| Devon Kershaw                                                                  | sprint (m)              | KF        | kwalificatie: 3.40,50 (+5,93) 24e; kwartfinale-2: 3.39,9 (5e)    |
| Devon Kershaw                                                                  | 30 km achtervolging (m) | 16e       | 1:16.23,6 (+1.12,2)                                              |
| Devon Kershaw                                                                  | 50 km klassiek (m)      | 5e        | 2:05.37,1 (+1,6)                                                 |
| Stefan Kuhn                                                                    | sprint (m)              | KF        | kwalificatie: 3.38,35 (+3,78) 10e; kwartfinale-1: 3.37,4 (3e)    |
| Brent McMurtry                                                                 | sprint (m)              | kw.       | kwalificatie: 3.45,02 (+10,45) 41e;                              |
| Devon Kershaw Alex Harvey                                                      | teamsprint (m)          | 4e        | halve finale-1: 18.49,2 (4e); finale: 19.07,3 (+6,3)             |
| Team Canada: Devon Kershaw Alex Harvey Ivan Babikov George Grey                | 4× 10 km (m)            | 7e        | 1:47.03,2 (+1.57,8) 28.23,8 28.21,3 24.56,9 25.44,6              |
|                                                                                |                         |           |                                                                  |
| Chandra Crawford                                                               | sprint (v)              | KF        | kwalificatie: 3.47,25 (+9,20) 18e; kwartfinale-5: 3.50,0 (+13,5) |
| Daria Gaiazova                                                                 | sprint (v)              | KF        | 3.46,97 (+8,92) 17e; kwartfinale-2: 3.44,4 (5e)                  |
| Daria Gaiazova                                                                 | 15 km achtervolging (v) | 47e       | 44.35,9 (+4.37,8)                                                |
| Perianne Jones                                                                 | sprint (v)              | 41e       | 3.54,27 (+16,22) 41e                                             |
| Perianne Jones                                                                 | 15 km achtervolging (v) | 57e       | 45.48,7 (+5.50,6)                                                |
| Sara Renner                                                                    | sprint (v)              | 34e       | 3.51,79 (+13,74) 34e                                             |
| Sara Renner                                                                    | 15 km achtervolging (v) | 10e       | 41.37,9 (+1.39,9)                                                |
| Sara Renner                                                                    | 30 km klassiek (v)      | 16e       | 1:34.04,2 (+3.30,5)                                              |
| Madeleine Williams                                                             | 10 km vrije stijl (v)   | 51e       | 27.43,6 (+2.45,2)                                                |
| Madeleine Williams                                                             | 15 km achtervolging (v) | 41e       | 44.11,2 (+4.13,1)                                                |
| Madeleine Williams                                                             | 30 km klassiek (v)      | 46e       | 1:42.33,7 (+12.00,0)                                             |
| Daria Gaiazova Sara Renner                                                     | teamsprint (v)          | 7e        | halve finale-2: 18.54,9 (4e); finale: 18.51,8 (+48,1)            |
| Team Canada: Daria Gaiazova Perianne Jones Chandra Crawford Madeleine Williams | 4× 5 km (v)             | 16e       | 1:00.05,0 (+4.45,5) 15.35,8 16.14,7 14.17,7 13.56,8              |

### Noordse combinatie
| Olympiër       | Discipline                   | Resultaat | Prestatie                                                        |
| -------------- | ---------------------------- | --------- | ---------------------------------------------------------------- |
| Jason Myslicki | gundersen normale schans (m) | 45e       | schansspringen: 87,0 m - 93,0 p (43e + 2.50) langlaufen: 30.10,7 |
| Jason Myslicki | gundersen grote schans (m)   | 44e       | schansspringen: 99,5 m - 69,3p (42e + 3.51) langlaufen: 30.53,9  |

### Rodelen
| Olympiër                    | Discipline | Resultaat | Prestatie                                    |
| --------------------------- | ---------- | --------- | -------------------------------------------- |
| Samuel Edney                | mannen     | 7e        | 3.14,840 (48,754 / 48,793 / 48,920 / 48,373) |
| Jeff Christie               | mannen     | 9e        | 3.15,823 (48,881 / 48,904 / 49,308 / 48,730) |
| Ian Cockerline              | mannen     | 20e       | 3.16,243 (49,033 / 49,132 / 49,297 / 48,781) |
|                             |            |           |                                              |
| Regan Lauscher              | vrouwen    | 15e       | 2.49,021 (42,368 / 42,289 / 42,211 / 42,153) |
| Alex Gough                  | vrouwen    | 18e       | 2.49,391 (42,275 / 42,411 / 42,346 / 42,359) |
| Meaghan Simister            | vrouwen    | 25e       | 2.50,470 (42,524 / 42,497 / 42,787 / 42,662) |
|                             |            |           |                                              |
| Chris Moffat Mike Moffat    | dubbel     | 7e        | 1.23,398 (41,675 / 41,723)                   |
| Tristan Walker Justin Snith | dubbel     | 15e       | 1.24,220 (41,100 / 42,120)                   |

### Schaatsen
| Olympiër                                             | Discipline               | Resultaat | Prestatie |
| ---------------------------------------------------- | ------------------------ | --------- | --- |
| Denny Morrison                                       | 1000 m (m)               | 13e       | 1.10,30 (+1,36) |
| Denny Morrison                                       | 1500 m (m)               | 9e        | 1.46,93 (+1,38) |
| Denny Morrison                                       | 5000 m (m)               | 18        | 6.33,78 (+19,11) |
| Kyle Parrott                                         | 500 m (m)                | 21e       | 71,344 (+1,52) (35,577 + 35,767)                                                                                              |
| Kyle Parrott                                         | 1000 m (m)               | 24e       | 1.10,89 (+1,95) |
| Kyle Parrott                                         | 1500 m (m)               | 37e       | 1.52,67 (+7,10) |
| Jamie Gregg                                          | 500 m (m)                | 8e        | 70,26 (+0,44) (35,142 + 35,126)                                                                                               |
| Jeremy Wotherspoon                                   | 500 m (m)                | 9e        | 70,282 (+0,46) (35,09 + 35,188)                                                                                               |
| Jeremy Wotherspoon                                   | 1000 m (m)               | 14e       | 1.10,35 (+1,41) |
| Mike Ireland                                         | 500 m (m)                | 16e       | 70,63 (+0,81) (35,38 + 35,253)                                                                                                |
| Francois-Olivier Roberge                             | 1000 m (m)               | 20e       | 1.10,75 (+1,81) |
| Mathieu Giroux                                       | 1500 m (m)               | 14e       | 1.47,62 (+2,05) |
| Lucas Makowsky                                       | 1500 m (m)               | 19e       | 1.48,61 (+3,04) |
| Lucas Makowsky                                       | 5000 m (m)               | 13e       | 6.28,71 (+14,11) |
| Mathieu Giroux Lucas Makowsky Denny Morrison         | ploegenachtervolging     | Goud      | KF tijd: 3.42,39, gewonnen van Italië HF tijd: 3.42,22, gewonnen van Noorwegen F tijd: 3.41,37, gewonnen van Verenigde Staten |
|                                                      |                          |           | |
| Anastasia Bucsis                                     | 500 m (v)                | 34e       | 79,755 (39,879 + 39,876) |
| Shannon Rempel                                       | 500 m (v)                | 27e       | 78,824 (39,351 + 39,473) |
| Shannon Rempel                                       | 1000 m (v)               | 21e       | 1.18,174 |
| Christine Nesbitt                                    | 500 m (v)                | 10e       | 77,575 (38,881 + 38,694) |
| Christine Nesbitt                                    | 1000 m (v)               | Goud      | 1.16,56 |
| Christine Nesbitt                                    | 1500 m (v)               | 6e        | 1.58,33 |
| Brittany Schussler                                   | 1000 m (v)               | 25e       | 1.18,31 |
| Brittany Schussler                                   | 1500 m (v)               | 35e       | 2.04,47 |
| Kristina Groves                                      | 1000 m (v)               | 4e        | 1.16,78 |
| Kristina Groves                                      | 1500 m (v)               | Zilver    | 1.57,14 |
| Kristina Groves                                      | 3000 m (v)               | Brons     | 4.04,84 |
| Kristina Groves                                      | 5000 m (v)               | 6e        | 7.04,57 |
| Cindy Klassen                                        | 1500 m (v)               | 21e       | 2.00,67 |
| Cindy Klassen                                        | 3000 m (v)               | 14e       | 4.15,53 |
| Cindy Klassen                                        | 5000 m (v)               | 12e       | 7.22,09 |
| Clara Hughes                                         | 3000 m (v)               | 5e        | 4.06,01 |
| Clara Hughes                                         | 5000 m (v)               | Brons     | |
| Kristina Groves Christine Nesbitt Brittany Schussler | ploegenachtervolging (v) | 5e        | kwartfinale: 3.02,24, verloor van Verenigde Staten 5e/6e plaats: 3.01,41, won van Nederland                                   |

### Schansspringen
| Olympiër                                                            | Discipline                  | Resultaat | Prestatie |
| ------------------------------------------------------------------- | --------------------------- | --------- | --- |
| MacKenzie Boyd-Clowes                                               | normale schans ind. (m)     | 54e       | kwalificatie: 44e — uitgeschakeld: 105 p. (92,5 m)                                                                            |
| MacKenzie Boyd-Clowes                                               | grote schans ind. (m)       | 55e       | kwalificatie: 45e — uitgeschakeld: 83,8 p. (111,0 m)                                                                          |
| Eric Mitchell                                                       | normale schans ind. (m)     | 59e       | kwalificatie: 49e — uitgeschakeld: 98,5 p. (89,0 m)                                                                           |
| Eric Mitchell                                                       | grote schans ind. (m)       | 61e       | kwalificatie: 51e — uitgeschakeld: 47,4 p. (93,0 m)                                                                           |
| Trevor Morrice                                                      | normale schans ind. (m) (m) | 56e       | kwalificatie: 46e — uitgeschakeld: 103,5 p. (92,0 m)                                                                          |
| Trevor Morrice                                                      | grote schans ind. (m)       | 59e       | kwalificatie: 49e — uitgeschakeld: 73,8 p. (106,0 m)                                                                          |
| Stefan Read                                                         | normale schans ind. (m)     | 57e       | kwalificatie: 47e — uitgeschakeld: 103 p. (91,5 m)                                                                            |
| Stefan Read                                                         | grote schans ind. (m)       | 46e       | 71,6 p. (104,5,0 m en dnq) kwalificatie 36e — 102,9 p. (120,0 m)                                                              |
| Team MacKenzie Boyd-Clowes Trevor Morrice Eric Mitchell Stefan Read | grote schans team (m)       | 12e       | 294,6 punten, niet geplaatst voor de tweede ronde 72,0 p. (105,0 m.) 64,8 p. (101,0 m.) 66,6 p. (102,0 m.) 91,2 p. (114,0 m.) |

dnq: niet geplaatst voor de tweede ronde

### Shorttrack
| Olympiër                                                                                 | Discipline           | Resultaat | Prestatie                                                                                |
| ---------------------------------------------------------------------------------------- | -------------------- | --------- | ---------------------------------------------------------------------------------------- |
| Guillaume Bastille                                                                       | 1500 m (m)           | 34e       | vr5: gediskwalificeerd                                                                   |
| Charles Hamelin                                                                          | 500 m (m)            | Goud      | vr4: 41,463 (1e), kf1: 40,770 (1e), hf1: 40,964 (1e), A-finale: 40,981 (1e)              |
| Charles Hamelin                                                                          | 1000 m (m)           | 4e        | vr1: 1.25,256 (1e), kf1: 1.25,300 (1e), hf2: 1.25,062 (2e), A-finale: 1.24,329 (4e)      |
| Charles Hamelin                                                                          | 1500 m (m)           | 7e        | vr2: 2.16,153 (2e), hf1: 2.11,225 (3e), B-finale: 2.18,243 (1e)                          |
| Francois Hamelin                                                                         | 1000 m (m)           | 5e        | vr2: 1.25,714 (1e), kf4: 1.25,037 (2e), hf1: 1.45,324 (3e, adv), A-finale: 1.25,206 (5e) |
| Olivier Jean                                                                             | 500 m (m)            | 9e        | vr7: 41,737 (2e), kf3: 41,275 (2e), hf1: gediskwalificeerd                               |
| Olivier Jean                                                                             | 1500 m (m)           | 4e        | vr1: 2.14,279 (1e), hf2: 2.32,358 (6e, adv), A-finale: 2.18,806 (4e)                     |
| Francois-Louis Tremblay                                                                  | 500 m (m)            | Brons     | vr3: 41,397 (1e), kf4: 41,326 (1e), hf2: 41,515 (2e), A-finale: 46,366 (3e)              |
| Guillaume Bastille Charles Hamelin Francois Hamelin Olivier Jean Francois-Louis Tremblay | 5000 m aflossing (m) | Goud      | hf2: 6.43,610 (2e), A-finale: 6.44,224 (1e)                                              |
|                                                                                          |                      |           |                                                                                          |
| Jessica Gregg                                                                            | 500 m (v)            | 4e        | vr4: 44,009 (2e), kf2: 43,956 (2e), hf1: 43,854 (1e), A-finale: 44,204 (4e)              |
| Jessica Gregg                                                                            | 1000 m (v)           | 6e        | vr4: 1.32,565 (1e), kf2: 1.30,207 (2e), hf1: 1.33,139 (4e), B-finale: 1.32,333 (3e)      |
| Valérie Maltais                                                                          | 1500 m (v)           | 14e       | vr3: 2.30,321 (3e), hf3: 2.23,722 (5e)                                                   |
| Kalyna Roberge                                                                           | 500 m (v)            | 6e        | vr6: 44,254 (2e), kf1: 44,143 (2e), hf2: 43,633 (3e), B-finale: 44,824 (2e)              |
| Kalyna Roberge                                                                           | 1000 m (v)           | 5e        | vr2: 1.31,033 (1e), kf1: 1.30,769 (2e), hf2: 1.30,736 (3e), B-finale: 1.32,122 (2e)      |
| Kalyna Roberge                                                                           | 1500 m (v)           | 13e       | vr4: 2.23,619 (2e), hf2: 2.47,998 (5e)                                                   |
| Marianne St-Gelais                                                                       | 500 m (v)            | Zilver    | vr2: 44,708 (1e), kf4: 44,316 (1e), hf2: 43,241 (2e), A-finale: 43,707 (2e)              |
| Tania Vincent                                                                            | 1000 m (v)           | 17e       | vr1: 1.37,561 (2e), kf3: gediskwalificeerd                                               |
| Tania Vincent                                                                            | 1500 m (v)           | 8e        | vr1: 2.24,100 (2e), hf1: 2.24,742 (2e), A-finale: 2.23,035 (8e)                          |
| Jessica Gregg Kalyna Roberge Marianne St-Gelais Tania Vincent                            | 3000 m aflossing (v) | Zilver    | hf2: 4.11,476 (2e), A-finale: 4.09,137 (2e)                                              |

### Skeleton
| Olympiër              | Discipline | Resultaat | Prestatie                                   |
| --------------------- | ---------- | --------- | ------------------------------------------- |
| Jon Montgomery        | mannen     | Goud      | 3.29,73 (52,60 / 52,57 / 52,20 / 52,36)     |
| Jeff Pain             | mannen     | 9e        | 3.31,86 (53,03 / 53,18 / 53,00 / 52,65)     |
| Michael Douglas       | mannen     | dsq-3     | gediskwalificeerd (52,83 / 53,04 / dsq / -) |
|                       |            |           |                                             |
| Mellisa Hollingsworth | vrouwen    | 5e        | 3.36,60 (54,18 / 54,17 / 53,81 / 54,44)     |
| Amy Gough             | vrouwen    | 7e        | 3.37,01 (54,14 / 54,78 / 53,92 / 54,17)     |
| Michelle Kelly        | vrouwen    | 13e       | 3.40,79 (54,73 / 55,49 / 55,56 / 55,01)     |

### Snowboarden
| Olympiër           | Discipline               | Resultaat | Prestatie |
| ------------------ | ------------------------ | --------- | --- |
| Francois Boivin    | cross (m)                | 12e       | kwalificatie: 15e (1.22,75) achtste finale: 1e kwartfinale: 4e - uitgeschakeld |
| Robert Fagan       | cross (m)                | 5e        | kwalificatie: 10e (1.21,87) achtste finale: 1e kwartfinale: 1e halve finale: 3e kleine finale: 1e |
| Drew Neilson       | cross (m)                | 11e       | kwalificatie: 11e (1.22,01) achtste finale: 2e kwartfinale: 4e - uitgeschakeld |
| Mike Robertson     | cross (m)                | Zilver    | kwalificatie: 3e (1.20,15) achtste finale: 1e kwartfinale: 1e halve finale: 1e finale: 2e |
| Justin Lamoureux   | halfpipe (m)             | 7e        | kwalificatie: 9e; 35,4 ptn (12,6 en 35,4) halve finale: 36,2 ptn (36,2 en 20,2) finale: 35,9 ptn (33,8 en 35,9) |
| Brad Martin        | halfpipe (m)             | 23e       | kwalificatie: 13e; 27,5 ptn (11,2 en 27,5) - uitgeschakeld |
| Jeff Batchelor     | halfpipe (m)             | 32e       | kwalificatie: 17e; 18,5 ptn (14,9 en 18,5) - uitgeschakeld |
|                    |                          |           | |
| Jasey-Jay Anderson | parallelreuzenslalom (m) | Goud      | kwalificatie: 10e (1.17,97) achtste finale: gewonnen van Tyler Jewell ( USA) kwartfinale: gewonnen van Rok Flander ( SLO) halve finale: gewonnen van Stanislav Detkov ( RUS) finale: gewonnen van Benjamin Karl ( AUT) |
| Michael Lambert    | parallelreuzenslalom (m) | 12e       | kwalificatie: 6e (1.17,81) achtste finale: verloren van Stanislav Detkov ( RUS) - uitgeschakeld |
| Matthew Morison    | parallelreuzenslalom (m) | 11e       | kwalificatie: 5e (1.17,69) achtste finale: verloren van Zan Kosir ( SLO) - uitgeschakeld |
|                    |                          |           | |
| Dominique Maltais  | cross (v)                | 20e       | kwalificatie: 20e (1.45,56) - uitgeschakeld |
| Maëlle Ricker      | cross (v)                | Goud      | kwalificatie: 3e (1.25,45) kwartfinale: 1e halve finale: 1e finale: 1e |
| Mercedes Nicoll    | halfpipe (v)             | 6e        | kwalificatie: 10e; 34,6 ptn (31,1 en 34,6) halve finale: 40,1 ptn (40,1 en 28,5) finale: 34,3 ptn (34,3 en 2,9) |
| Sarah Conrad       | halfpipe (v)             | 18e       | kwalificatie: 15e; 31,2 ptn (14,4 en 31,2) halve finale: 21,4 ptn (17,8 en 21,4) - uitgeschakeld |
| Palmer Taylor      | halfpipe (v)             | 26e       | kwalificatie: 26e; 13,7 ptn (12,9 en 13,7) - uitgeschakeld |
| Caroline Calvé     | parallelreuzenslalom (v) | 20e       | kwalificatie: 20e (1.26,38) - uitgeschakeld |
| Alexa Loo          | parallelreuzenslalom (v) | 12e       | kwalificatie: 9e (1.24,22) achtste finale: verloren van Anke Karstens ( GER) - uitgeschakeld |
| Kimiko Zakreski    | parallelreuzenslalom (v) | 29e       | kwalificatie: 29e (dnf) - uitgeschakeld |

Albanië · Algerije · Andorra · Argentinië · Armenië · Australië · Azerbeidzjan · België · Bermuda · Bosnië en Herzegovina · Brazilië · Bulgarije · Canada · Chili · China · Chinees Taipei · Colombia · Cyprus · Denemarken · Duitsland · Estland · Ethiopië · Finland · Frankrijk · Georgië · Ghana · Griekenland · Groot-Brittannië · Hongarije · Hongkong · Ierland · IJsland · India · Iran · Israël · Italië · Jamaica · Japan · Kaaimaneilanden · Kazachstan · Kirgizië · Kroatië · Letland · Libanon · Liechtenstein · Litouwen · Macedonië · Marokko · Mexico · Moldavië · Monaco · Mongolië · Montenegro · Nederland · Nepal · Nieuw-Zeeland · Noord-Korea · Noorwegen · Oekraïne · Oezbekistan · Oostenrijk · Pakistan · Peru · Polen · Portugal · Roemenië · Rusland · San Marino · Senegal · Servië · Slovenië · Slowakije · Spanje · Tadzjikistan · Tsjechië · Turkije · Verenigde Staten · Wit-Rusland · Zuid-Afrika · Zuid-Korea · Zweden · Zwitserland